# Duftwald (Bad Kissingen)

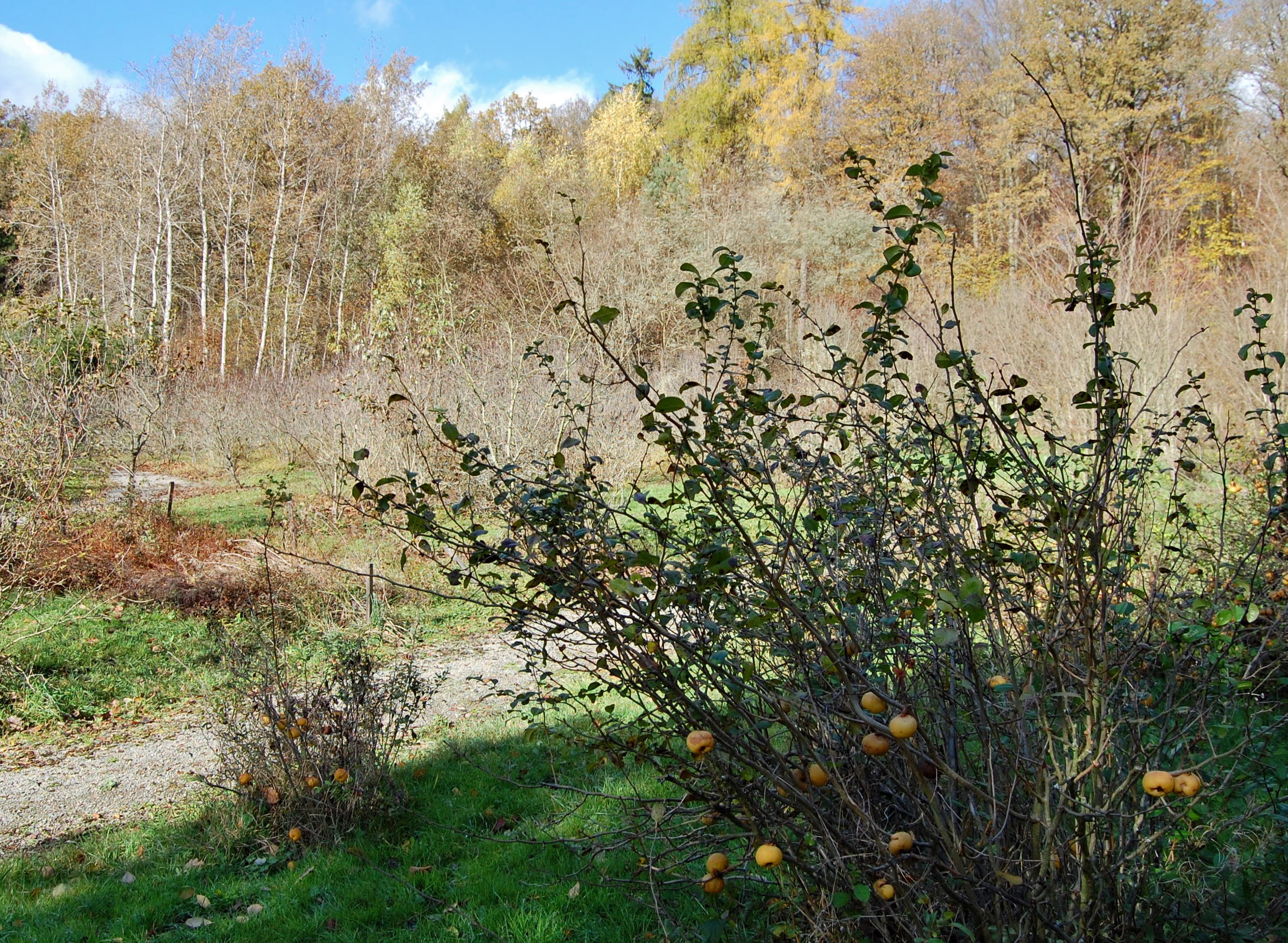
Blick in den Bad Kissinger Duftwald

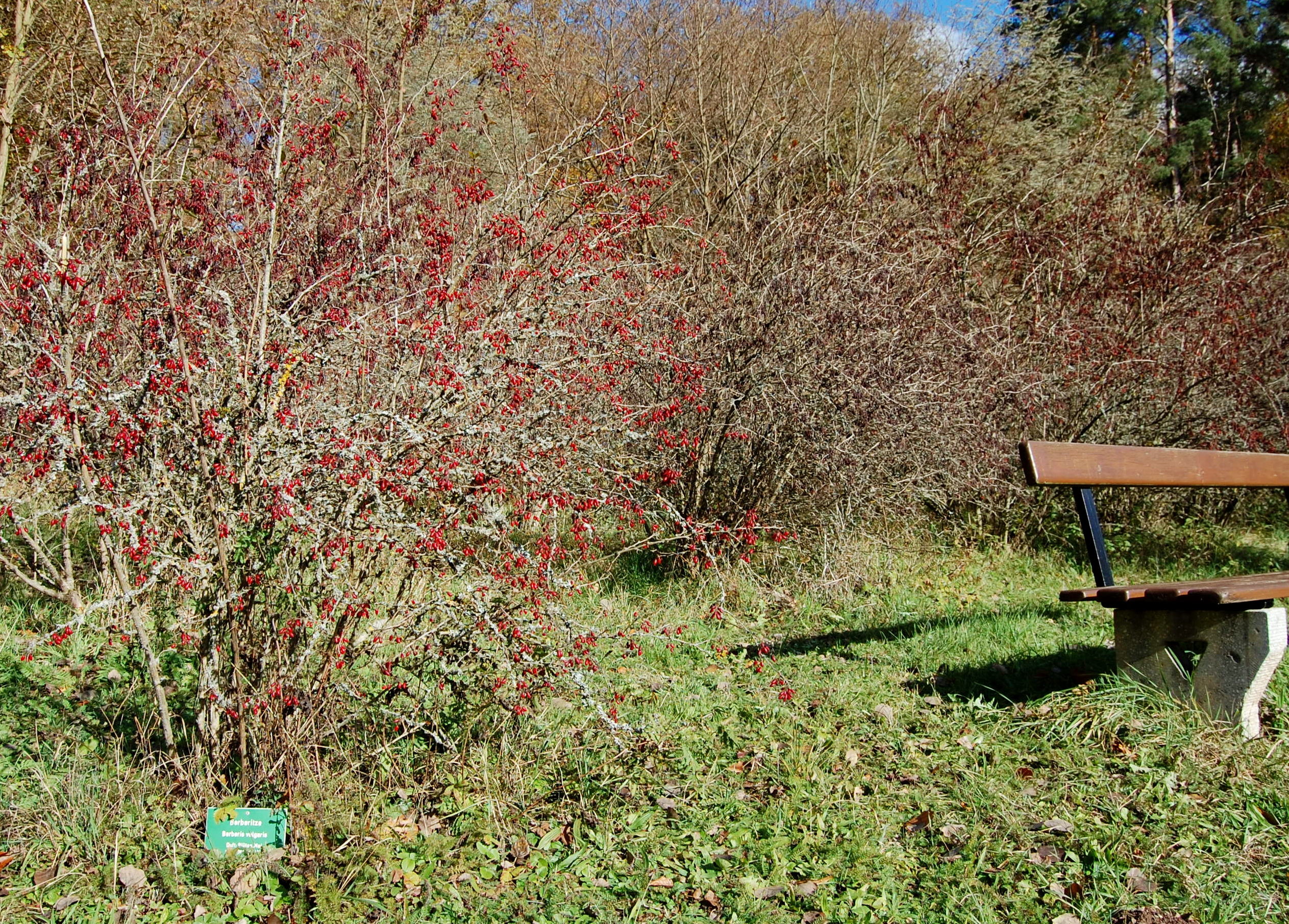
Eine Berberitze (links, mit grüner Stecktafel) im Bad Kissinger Duftwald

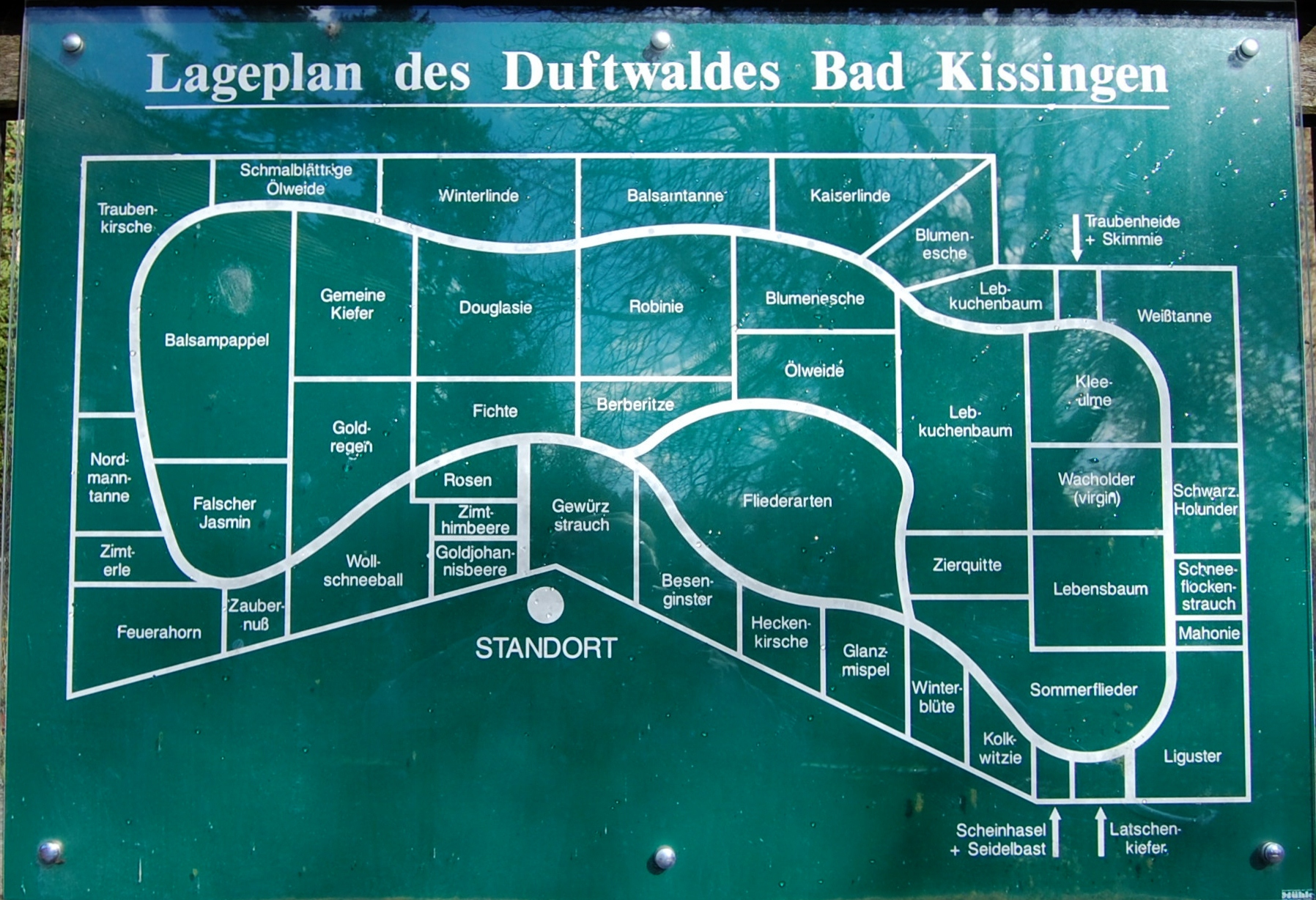
Lageplan des Bad Kissinger Duftwaldes

Der Duftwald Bad Kissingen ist der einzige Duftwald in Deutschland. Das Gebiet nordwestlich der Kurstadt Bad Kissingen ist etwa einen Hektar groß, wurde ab 2001 angepflanzt und ist über einen Lehrpfad der Öffentlichkeit zugänglich.

## Lage
Der Duftwald liegt hinter dem Sanatorium Seehof, am nordwestlichen Ortsausgang der Stadt Bad Kissingen und des Stadtteils Garitz, etwas oberhalb der Bundesstraße 286 in Richtung Oberthulba und Autobahn A 7.

## Beschreibung
Angelegt wurde der ein Hektar große Duftwald mit insgesamt etwa 4.000 Waldbäumen und Sträuchern anlässlich des 1200-jährigen Jubiläums der Kurstadt Bad Kissingen im Jahr 2001 von Karl-Heinz Knörr, der bis zur Amtsauflösung Leiter des Staatlichen Forstamts Bad Kissingen war. Auf einer Ackerbrache pflanzte er etwa 50 verschiedene Arten von duftenden Waldbäumen und Büschen an.
In dem für Besucher aufbereiteten Areal kann man die Bäume des Waldes nicht nur anschauen, sondern auch mit seinem Geruchssinn erleben. Der Spaziergänger kann die Gerüche von Blüten, Blättern und Nadeln, von Rinde und Harz riechen. Er nimmt – je nach Jahreszeit unterschiedlich – beispielsweise die Gerüche des Flieders und der Ölweide, von Berberitze und Manna-Esche, von Bodnant-Schneeball und Besenginster, von Gewürzstrauch oder auch vom Japanischen Kuchenbaum (Katsurabaum) wahr, der seinen typischen Lebkuchenduft erst beim herbstlichen Blattfall entfaltet. Zaubernuss und Zimt-Himbeere machen aber im Februar/März den Anfang.
Eine Schautafel am Eingang des Bad Kissinger Duftwaldes zeigt alle vorhandenen Baum- und Straucharten mit einem genauen Lageplan. Stecktafeln an den einzelnen Bäumen oder Sträuchern erklären dem Besucher die jeweilige Pflanze. Ein Rundweg ist barrierefrei angelegt. Der Duftwald ist nicht abgesperrt und kann zu jeder Zeit kostenfrei besucht werden.